# Каршинський степ

Каршинський степ

Каршинський степ — хвиляста рівнина в Узбекистані, біля західного підніжжя Зеравшанського і Гіссарського хребтів.
Рівнина полого нахилена зі сходу (висота 500 м) на захід (200 м). Покрита річковими відкладеннями, на заході розташовані рухомі піски Сундуклі. Зрошується водами річки Кашкадар'я і Каршинським магістральним каналом.
Клімат району посушливий, кількість опадів становить 200-400 мм на рік. Значна частина земель використовується під посіви зернових і бавовнику. Також населення займається садівництвом і вирощуванням баштанних культур. У східній частині рівнини біля південного підніжжя височини Кунгуртау розташоване місто Карші.